# Jan Schult

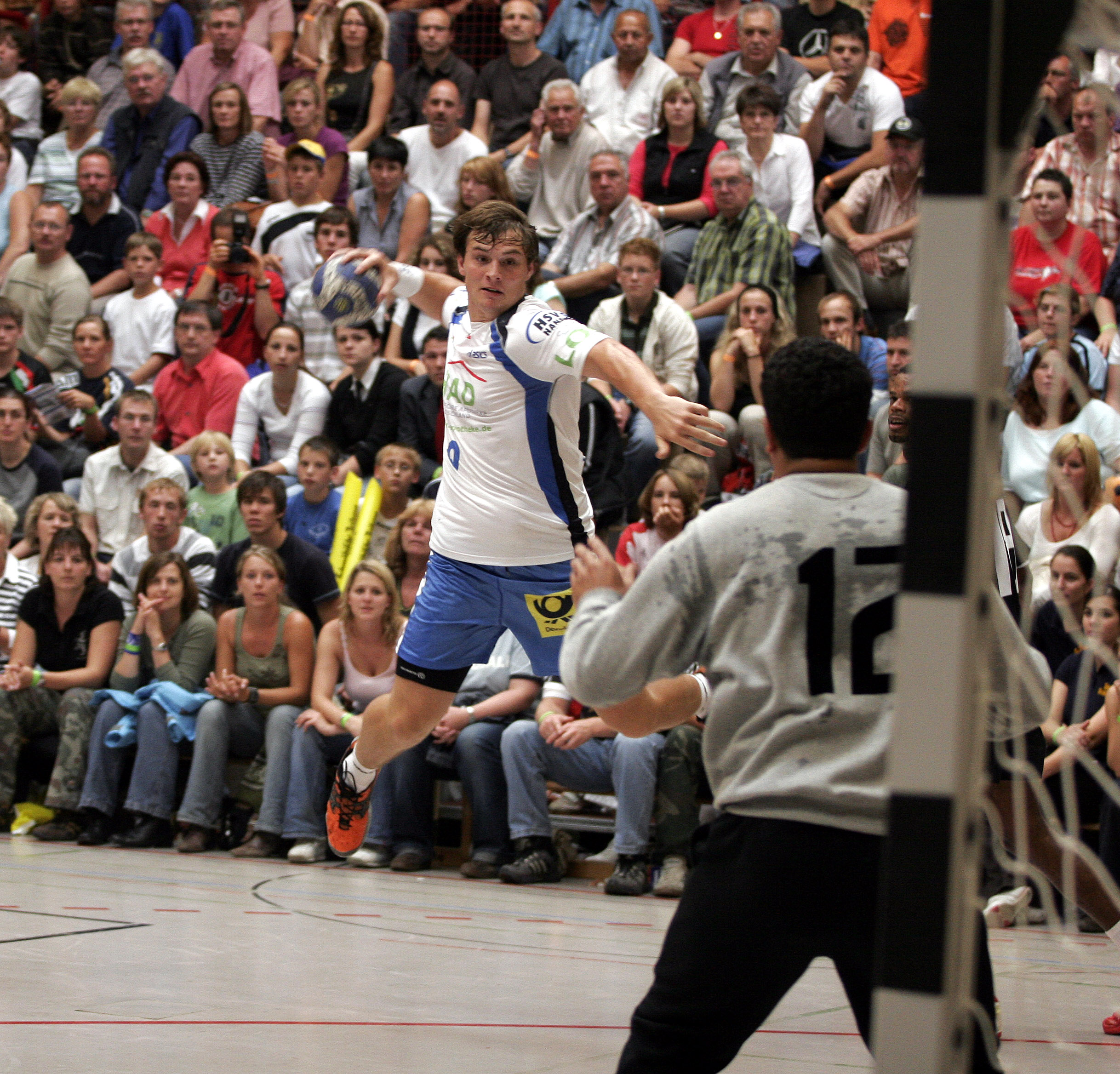
Jan Schult beim Schlecker Cup 2007

Jan Schult (* 22. September 1986 in Hamburg) ist ein deutscher Handballspieler.
Nachdem Schult zwölf Jahre bei der HSG Henstedt-Ulzburg gespielt hatte, wechselte er 2004 zum HSV Hamburg. Der Rückraumspieler besaß ab seiner ersten Saison eine Förderlizenz und spielte anfangs überwiegend beim AMTV Hamburg. Ab der Saison 2007/08 ging er neben dem HSV für den VfL Bad Schwartau auf Torejagd. Ab Februar 2009 spielte er nur noch für den VfL, der ab der Saison 2017/18 als VfL Lübeck-Schwartau antrat. Nach der Saison 2021/22 beendete Schult seine Profi-Karriere und schloss sich dem SH-Ligisten MTV Lübeck an. Mit dem MTV Lübeck stieg er 2023 in die Oberliga auf, die ein Jahr später in Regionalliga umbenannt wurde. Ab der Saison 2025/26 wird er gemeinsam mit Fynn Ranke und Markus Hansen als Spielertrainer beim MTV Lübeck tätig sein.
Schult bestritt für den HSV Hamburg 33 Bundesligapartien, in denen er 56 Treffer erzielte. Für den VfL Bad Schwartau warf er 2005 Tore in 455 Pflichtspielen.
Ab der Saison 2018/19 ist Schult bei der A-Jugend vom VfL Bad Schwartau als Co-Trainer tätig.

## Erfolge
- Europapokalsieger 2007
- Supercupsieger 2006
- Pokalsieger 2006